# Podium (film)
Pour les articles homonymes, voir Podium.
Pour plus de détails, voir Fiche technique et Distribution.
Podium est un film franco-belge réalisé par Yann Moix, sorti en 2004, d’après le roman du même nom.
Le film met en scène Bernard Frédéric qui a pour métier Claude François et accessoirement banquier. Devenir le sosie de Claude François est son rêve. Après avoir raccroché pendant plusieurs années et fondé une famille, il est contacté par son ami Couscous afin de gagner le concours de la Nuit des sosies présentée par Évelyne Thomas, au grand dam de sa femme Véro. 

## Synopsis
Bernard Frédéric, employé de banque, mène une double vie en tant que sosie de Claude François. Passionné par son idole, il se produit dans des spectacles et investit dans des objets de collection liés au chanteur. Son obsession crée des tensions avec sa compagne Véro, qui lui impose un ultimatum : choisir entre sa famille et sa carrière. Bernard décide alors d’abandonner la scène.
Cinq ans plus tard, il apprend qu'une émission spéciale Nuit des Sosies consacrée à Claude François est en préparation, avec une récompense de 100 000 euros. Encouragé par son ami Jean-Baptiste Coussaud, dit "Couscous", sosie de Michel Polnareff, il décide de reprendre son rôle. Pour financer sa préparation, il accorde un crédit à Couscous malgré son interdiction bancaire.
Bernard recrute quatre danseuses, les "Bernadettes", pour l’accompagner sur scène. Son principal rival, Claude David, cherche à l’évincer en infiltrant Vanessa, l’une de ses danseuses, au sein de son équipe. Alors que le groupe effectue une tournée de petits concerts improvisés afin de se préparer au concours, Vanessa séduit Bernard, ce qui entraîne sa rupture avec Véro. Lors du casting de l’émission, Bernard chute sur scène, poussé par Vanessa, mais obtient ainsi sa place en finale après un intense monologue adressé au jury. 
Licencié et bientôt sans logement, Bernard, déprimé, tente de se suicider par électrocution comme son idole, sans succès. Il parvient néanmoins à participer à l’émission et au lieu de chanter Alexandrie, Alexandra comme prévu, interprète Ma préférence de Julien Clerc, chanteur préféré de Véro, cette dernière regardant l'émission dans un bar. L’émission marque la réconciliation du couple, qui se retrouve au restaurant, tandis que leur fils, sous la garde de Couscous, commence à imiter les chorégraphies de Claude François.

## Fiche technique
- Titre : Podium
- Accroche : Nom : Bernard Frédéric. Profession : Claude François.
- Réalisation : Yann Moix
- Scénario : Yann Moix, Olivier Dazat, Arthur-Emmanuel Pierre, d’après Podium de Yann Moix
- Décors : Arnaud de Moleron
- Costumes : Catherine Bouchard, Aurore Vicente
- Montage : Philippe Bourgueil
- Photographie : Claudio Cirillo
- Effets visuels numériques : L'EST ( Etude et Supervision des trucages ) - Paris
- Musique : Jean-Claude Petit
- Chorégraphie : Mia Frye
- Coaching vocal : Richard Cross
- Production : Olivier Delbosc et Marc Missonnier
- Sociétés de distribution : DreamWorks SKG
 Mars Distribution
- Pays d’origine :  France /  Belgique
- Langue : français
- Format : Cinémascope, 35 mm, 2,35:1 (couleurs Kodak, son Dolby numérique et DTS)
- Genre : comédie
- Durée :
  - 90 minutes - version cinéma
  - 115 minutes - version longue
- Date de sortie :
  - France, Belgique : 11 février 2004
- Budget : 9 940 000 €

## Distribution
- Benoît Poelvoorde : Bernard Frédéric
- Jean-Paul Rouve : Jean-Baptiste Coussaud dit « Couscous », alias Michel Polnar G
- Julie Depardieu : Véro
- Marie Guillard : Vanessa
- Anne Marivin : Anne
- Odile Vuillemin : Odile
- Nadège Beausson-Diagne : Nadège
- Nicolas Jouxtel : Sébastien
- Olivier Mag : Claude David
- Dominique Besnehard : Docteur Dandieu
- Mia Frye : la fille au « calamar sur la tête »
- Cartouche : Cheb Cloclo
- Armelle : Laure
- Karine Lyachenko : Jacqueline
- Bruno Abraham-Kremer : M. Lombard
- Thomas Derichebourg : le garçon du restaurant à volonté
- Jean-Luc Porraz : Renato, le patron de la pizzeria
- Dominique Collignon-Maurin : le pizzaïolo qui hurle
- Alexandre Caumartin : l'agent immobilier
- Évelyne Thomas : elle-même
- Jérôme Bertin : le journaliste télé LCI
- Noel Lagoia : La voix de Claude François dans le duo avec Benoit Poelvoorde sur Comme d'habitude
- Damien Boisseau, Damien Ferrette, Alexis Tomassian, et Mathias Kozlowski : les Sum 41
- Henri Giraud : sosie de Coluche
- Jean-Michel Lahmi : sosie d'Elvis n°1 (version longue uniquement)

## Distinctions

### Récompenses
- Prix Joseph-Plateau du meilleur acteur belge pour Benoît Poelvoorde dans Podium mais aussi Aaltra de Gustave Kervern et Benoît Delépine

### Nominations
- César du meilleur acteur en 2005 pour Benoît Poelvoorde
- César des meilleurs costumes en 2005 pour Catherine Bouchard
- César de la meilleure première œuvre de fiction en 2005 pour Yann Moix
- César du meilleur second rôle masculin en 2005 pour Jean-Paul Rouve
- César du meilleur second rôle féminin en 2005 pour Julie Depardieu

## Version longue
Il existe une version longue du film, disponible dans l'édition Collector DVD. Elle contient 25 minutes supplémentaires parmi lesquelles :
- Une scène de rixes entre les sosies de Michel Sardou et ceux de Claude François (plus Couscous, sosie de Michel Polnareff) qui est une parodie du film Orange mécanique et, dans une moindre mesure, de Reservoir Dogs. Dans le roman, cette scène s'appelle une sardonnade.
- Bernard Frédéric raconte au Dr Dandieu le rêve qui l'a poussé à ressortir sa panoplie de Claude François. Le psychiatre diagnostique une « simple hallucination auditive » en prétextant que ses sosies de Jeanne d'Arc entendent des voix. Puis Bernard se plaint du « tabac froid des Gainsbourg ».
- Lors du recrutement des bernadettes au gymnase, Bernard tombe sur une candidate mesurant 1,80 m. Il demande à celle-ci de s'abaisser et de marcher... jusqu'à la sortie.
- Tandis que Bernard et ses bernadettes se recueillent sur la tombe de Ness Ness (le singe-écureuil de Cloclo), Couscous récupère des graviers et les montre à Bernard afin de vérifier quelles personnalités ont marché dessus. Tour à tour : Carlos en tongs (pierre plate et écrasée), Mike Brant avec des sabots (pierre à l'apparence trompeuse), Sylvie Vartan durant sa période piscine (pierre à peine touchée), Michel Sardou en talonnettes (pierre grotesque) et enfin Claude François en bottillons (pierre fatiguée en son sommet). Cette dernière constatation est visible pendant le générique de fin.
- Alors qu'il entraîne ses bernadettes sur une chorégraphie de danse sous les yeux d'un journaliste, Bernard reçoit la visite du mari de Jacqueline, son ex-bernadette. Ce légionnaire exige de Bernard des excuses envers sa femme et son chien baptisé My Way.
- Lors de son entretien arrangé avec Bernard à la banque, Couscous demande à son « conseiller » s'il peut avoir une autorisation d'achat gratuit.
- La scène du restaurant démarre cette fois-ci avec Bernard et Véro faisant leur entrée. Dans la version cinéma, elle débutait directement au moment où Véro dit « Tu t'es bien foutu de ma gueule hein ! On n'a jamais parlé de tournée ! ».
- Après avoir donné un petit concert, Bernard rejoint Couscous et un groupe de fans. Il découvre que son ami porte des lunettes provenant du numéro de Pif Gadget datant de juillet 1974. Inquiet pour son attitude, Bernard propose à Couscous d'avoir ultérieurement une conversation.
- Bernard se brouille avec Renato, le patron de la pizzeria du même nom, à propos de l'organisation de son concert. Par la suite, Bernard réalise une sorte de sculpture avec ses excréments dans les toilettes personnelles de Renato. Plus tard, alors que Bernard vient tout juste d’interpréter Cette année-là sur une petite scène montée sur le parking, Renato tente de l'attraper avec ses gorilles.
- Le concours d'entrée des Claude François comporte également des épreuves écrite et orale :
  - Durant l'épreuve écrite, le surveillant surprend un des sosies en train d'essayer de tricher et le menace de l'inscrire comme sosie de Francis Lalanne. Puis il exclut Claudine (le premier sosie féminin officiel de Cloclo). Quant à Bernard, il rend son questionnaire en un rien de temps. Au passage, ce surveillant précise à un moment donné « Il vous reste 900 secondes ! » ce qui correspond en fait à 15 minutes.
  - Lors de l'épreuve orale, un des sosies affirme qu'il est en section Disco, le jury l'ayant cru en section Yé-yé. Le candidat prétend que cette section n'accepte plus les redoublants. Lorsqu'il passe son tour, Bernard raconte une anecdote marrante au jury.
- Évelyne Thomas prépare la Nuit des Sosies pendant que tous les sosies se restaurent dans une cantine. N'ayant aucun Claude François présent sur place, Claude David se retrouve à la table des Elvis Presley qui se moquent de lui en chantant Le téléphone pleure. Un peu plus tard, deux sosies d'Elvis se disputent, l'un reprochant à l'autre d'être un rescapé des sosies d'Eddy Mitchell.
- Claude David est interviewé après son passage sur scène, ce qui permet de rallonger la durée de la prestation du sosie de Coluche qui paraissait trop brève dans la version cinéma.
- Pendant que Bernard interprète Ma préférence de Julien Clerc pour reconquérir Véro, Couscous demande à Évelyne Thomas son numéro de portable.

## Analyse

### Différences roman / film
Bien que l'intrigue de l'histoire soit respectée, le film diffère sur de nombreux points par rapport au livre :
- Dans le livre, Couscous devient sosie de C. Jérôme sous le nom de D. Jérôme ; dans le film, il devient sosie de Michel Polnareff sous le nom de Michel Polnar G.
- Dans le livre, Véro est non seulement la sœur de Couscous mais aussi une ancienne bernadette qui a raccroché cette activité ; dans le film, Véro travaille comme maître-nageuse à la piscine municipale. Elle déteste Claude François mais adore en revanche Julien Clerc.
- Dans le livre, Bernard Frédéric n'a jamais arrêté sa profession de sosie de Claude François ; dans le film, il a pris une retraite anticipée en 1998, à la demande de Véro, et est devenu conseiller dans une banque.
- Le Comité Légal d'Officialisation des Clones et Sosies (C.L.O.C.L.O.S.) est présent dans le livre mais pas dans le film.
- Dans le livre, la scène de la sardonnade comporte des passages plus agressifs, un Sardou menaçant même Couscous avec un revolver.
- Dans le livre, Véro a un fils prénommé Mouss, né d'un premier mariage ; dans le film, Bernard et Véro ont un fils prénommé Sébastien.
- Claude David, meilleur sosie de Cloclo depuis la retraite de Bernard, n'est pas présent dans le livre.
- Dans le livre, les sosies sont suivis par Monsieur Lo, un « exorsosiste » ; dans le film, ils sont suivis par le Dr Dandieu, psychothérapeute spécialisé dans les sosies.
- Dans le livre, Bernard engage quatre nouvelles bernadettes nommées Maïwenn, Melinda, Magalie et Delphine ; dans le film, il recrute Anne, Nadège, Odile (sa stagiaire à la banque) et Vanessa (espionne envoyée par Claude David).
- Dans le livre, lors des pré-sélections, Delphine pousse Bernard en avant par pure maladresse ; dans le film, Vanessa pousse Bernard volontairement sur ordre de Claude David.
- L'histoire se termine de manière très différente dans le livre et dans le film :
  - Dans le livre, Bernard passe en premier à l'émission sur les sosies. Il demande à stopper la musique d'Alexandrie Alexandra puis se lance dans un long discours, se rendant compte qu'aucun sosie ne peut être aussi talentueux que l'idole. Par la suite, Bernard se suicide dans sa loge en touchant une ampoule (comme Cloclo). Il est inhumé dans un cimetière situé en face de celui où Cloclo repose, à Dannemois.
  - Dans le film, Bernard tente de se suicider en touchant une ampoule dans son bain tout habillé après que Véro l'a quitté. Durant son coma, il fait un rêve dans lequel il interprète Comme d'habitude en duo avec Claude François avant de se réveiller dans une chambre d'hôpital. Plus tard, lorsqu'il monte sur la scène de la Nuit des sosies, il interrompt la musique et se met à chanter Ma préférence de Julien Clerc afin de reconquérir le cœur de Véro.